# Вимкнення електроенергії на Піренейському півострові (2025)
28 квітня 2025 року о 12:33 (CET) на Піренейському півострові та в деяких частинах південної Франції сталася аварія в енергосистемі, яка вплинула на Андорру, Португалію, Іспанію та південну Францію. Звіти вказують на проблеми з європейською електромережею. У багатьох місцях перестали працювати світлофори, а лінії метро довелося евакуювати. Іспанський електричний оператор Red Eléctrica оцінив, що відновлення роботи займе «від шести до десяти годин» назвавши вимкнення «винятковим і абсолютно надзвичайним». Португальський оператор мережі зазначив, що для відновлення нормальної роботи може знадобитися до тижня. Цей блекаут став найбільшим за всю історію цих країн.
В Іспанії до 07:00 29 квітня електропостачання було відновлено до 99% потреб у енергії, а повне відновлення було досягнуто до 11:00 того ж дня. У Португалії електропостачання поступово відновлювалося, починаючи приблизно з 17:00 (західноєвропейський літній час), і повністю відновилося до 29 квітня.

## Умови у мережі Іспанії
Стан енергосистеми в Іспанії перед відключенням електроенергії
Згідно з даними іспанського оператора електроенергетики Red Eléctrica de España (REE), який документує стан енергомережі та відстежує попит на електроенергію Іспанського півострова в режимі реального часу, до відключення електроенергії в мережу надходило достатньо електроенергії і сталося кілька збоїв. Згідно з даними сайту, о 12:30 28 квітня в мережу було поставлено 32 гігавати (ГВт) електроенергії для задоволення попиту в 25 ГВт, і експортувала 0,87 ГВт до Франції та 0,78 ГВт до Марокко. Решта використовувалася для ГАЕС (3 ГВт) та експорту до Португалії (2,6 ГВт). Більше половини енергопостачання було забезпечено сонячною енергетикою, а ціна на електрику був дещо негативною. 
Більша частина падіння потужності відбулася протягом п'яти секунд. Згідно з автоматизованою статистикою мережі, о 12:35 попит і виробництво впали щонайбільше до 14 ГВт, половина з яких припадала на сонячну енергію, при майже нульовому експорті. Атомна та вугільна енергетика повністю припинили роботу, і на їх відновлення знадобилося багато годин або навіть днів. Близько 13:40 за центральноєвропейським часом, здається, було досягнуто мінімуму виробництва в 10,5 ГВт, після чого вироблена та споживана потужність знову зросла, залишаючись, здавалося б, нормальною на початку 29 квітня, за винятком все ще недоступної ядерної енергетики. Однак ці дані  суперечать заявам REE , які повідомляють про потужність мережі майже 4 ГВт о 18:30 за місцевим часом, тоді як автоматизовані дані повідомляли про понад 13 ГВт.

## Вплив

### Португалія
У Португалії через вимкнення електроенергії Лісабонське метро, потяги та світлофори зупинилися. Мобільні мережі також відчувають серйозні обмеження, особливо для голосових дзвінків із послугами передачі даних. Лікарні вдаються до генераторів, щоб підтримувати роботу.
Приміські поїзди Fertagus зупинялися на станціях, і для вирішення проблем з дорожнім рухом, спричинених непрацюючими світлофорами, було направлено додаткову поліцію. Лісабонський аеропорт працював з обмеженнями й закрився близько 13:00. Аеропорти в Порту і Фару перейшли на живлення від генераторів.
Кабінет прем'єр-міністра Луїса Монтенегро провів екстрене засідання через аварію.
На Мадейру та Азорські острови аварія не вплинула.

### Іспанія
Іспанський залізничний оператор Renfe повідомив, що «вся національна електромережа була вимкнена» о 12:30. У мадридському Міжнародному аеропорту Барахас багато рейсів скасовані або затримані.
Влада Іспанії повідомила, що атомні електростанції країни автоматично від'єднали від мережі через втрату електроенергії.
Місто Мадрид активувало свій план надзвичайних ситуацій PEMAM (Teritorial de Emergencia Municipal del Ayuntamiento de Madrid). Генеральні кортеси також залишилися без живлення. Гра на тенісному турнірі Mutua Madrid Open 2025 призупинена.
Канарські та Балеарські острови, Сеута та Мелілья не постраждали. Гібралтар не постраждав.

### Андорра
Андоррський постачальник електроенергії Forces Electriques d'Andorra заявив, що вимкнення електроенергії в Іспанії вплинуло на князівство на кілька секунд. Автоматика системи приєднала енергомережу Андорри до французької. Телефонний та інтернет-оператор Andorra Telecom повідомив про аналогічний збій доступу до Інтернету.

### Франція
Оператор системи передачі електроенергії Réseau de Transport d'Électricité повідомив про вимкнення електроенергії, яке тривало лише кілька хвилин у французькій Країні Басків.

### Марокко
Такі інтернет-провайдери, як Orange, мали проблеми в Марокко через те, що сервери в Іспанії були офлайн.

## Відновлення електропостачання

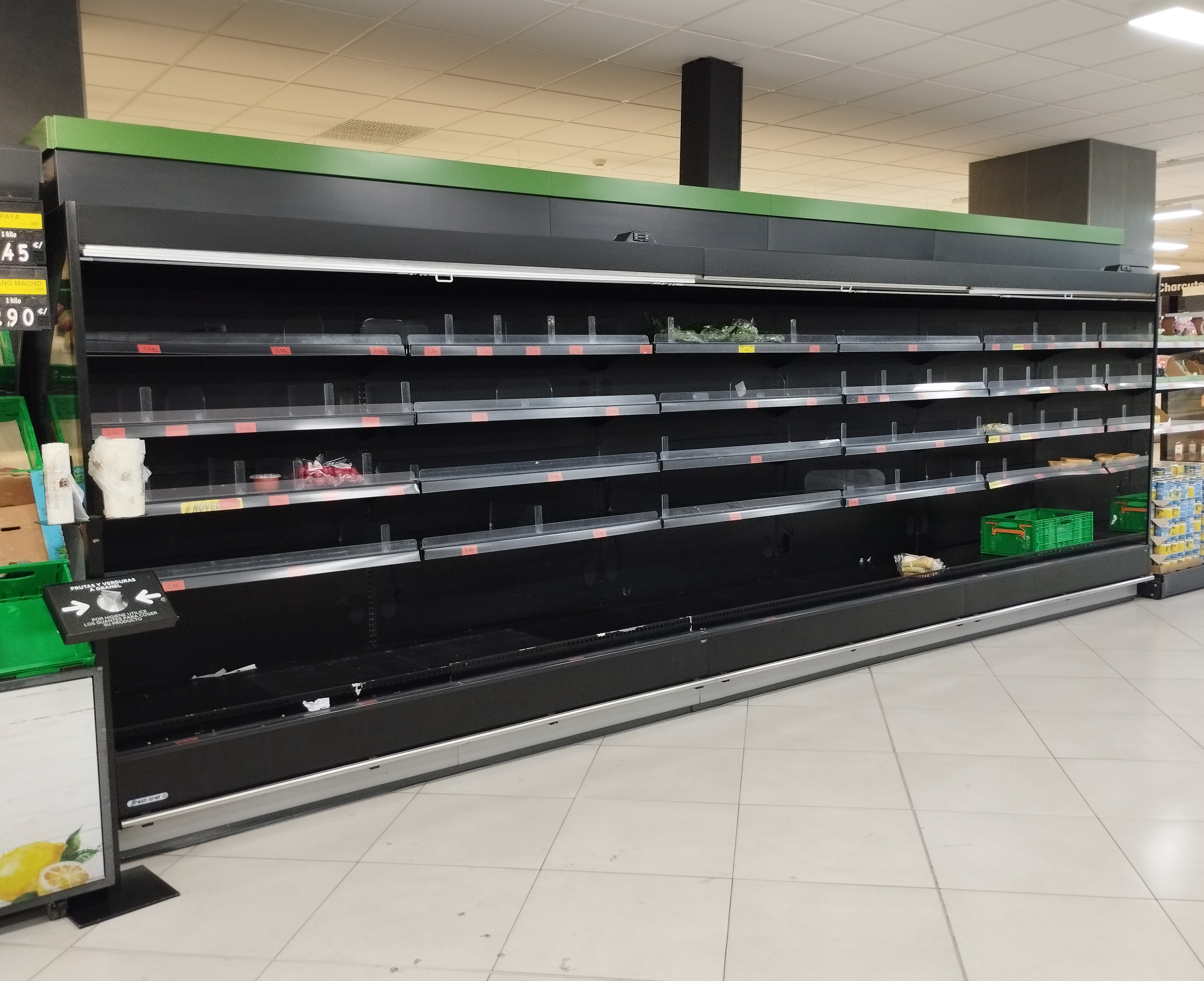
Порожні полиці у відділі фруктів торгового центру Mercadona La Vaguada в Картахені, Іспанія, внаслідок панічних покупок, спричинених відключенням електроенергії.

### Португалія
Електропостачання було поступово відновлено близько 17:00 за західним часом (18:00 за центральноєвропейським часом) за допомогою двох систем, що мали можливість темного старту: гідроелектростанції Каштелу-ду-Боде потужністю 138 МВт та електростанції на природному газі Тапада-ду-Оутейру потужністю 990 МВт. Близько 22:30 за західним східним часом електропостачання було відновлено для половини населення, а приблизно до 00:00 частка зросла до 80%. Електрична мережа в Португалії повністю відновлена до початку 29 квітня. Острівні регіони Мадейри та Азорських островів, не підключені до європейської мережі, залишилися неушкодженими.

### Іспанія
Близько 16:00 за центральноєвропейським часом 28 квітня іспанський оператор електроенергетики Red Eléctrica de España (REE) оцінив, що для відновлення електропостачання знадобиться «від шести до десяти годин» назвавши відключення «винятковим та абсолютно надзвичайним». Пізніше того ж дня аеропорти відновили роботу зі скороченням пропускної здатності на 20%, а міністр транспорту Оскар Пуенте заявив, що залізничне сполучення на далекі та середні відстані не відновиться до наступного дня. Регіони Арагон-Каталонія та Галісія-Леон першими знову підключилися до основної мережі. Також допомогли міжнародні лінії електропередач з Марокко та Франції. Щоб пом'якшити відключення електроенергії, Марокко поставило 900 МВт електроенергії через іспансько-марокканську з’єднувальну лінію, яка перетинає Гібралтарську протоку від Фардіуа до Тарифи, тоді як Франція відправила до 2 ГВт електроенергії лініями електропередач, що постачають електроенергію до Каталонії та Країни Басків.
До 07:00 29 квітня електропостачання було відновлено до 99% потреб у енергії, а повне відновлення було досягнуто до 11:00 того ж дня. Експорт до Франції також відновився.
Деякі установи, такі як Міністерство оборони та штаб ВМС, все ще зазнали відключень електроенергії 29 квітня, незважаючи на загальне відновлення електропостачання.

## Можлива причина
Причини відключення електроенергії з'ясовуються. Ймовірно, відключення електроенергії було спричинене двома коливаннями в електромережі, друге з яких призвело до відключення енергосистеми Іспанії від європейської системи та руйнування Іберійської електромережі.

### Міжзональні коливання
За 30 хвилин до відключення електроенергії о 12:33:18 спостерігалися низькочастотні коливання, які затухали. Коливання, ймовірно, відбувалися між Піренейським півостровом та рештою європейської мережі, оскільки вони перебували в протилежній фазі. Два міжзонні коливання з'явилися з 12:03:15 до 12:07:40 та з 12:19:01 до 12:22:03. Ці коливання потенційно призвели до відключення ліній електропередач.
Подібні коливання та розрив зв'язку сталися у грудні 2016 року, хоча й без негативних наслідків.

### Змінна відновлювана енергія
Точна причина відключення електроенергії залишається предметом розслідування, але це викликало дискусію щодо стабільності електросистем з високою часткою змінної відновлюваної енергії. Попередній аналіз показує, що відключення електроенергії навряд чи було спричинене високою часткою відновлюваної енергії в Іспанії; проте це підкреслило необхідність подальших інвестицій у стабільність та стійкість енергосистеми, оскільки Іспанія та інші країни переходять до більшої частки відновлюваної енергії.
За даними The Independent, на момент інциденту сонячна енергія становила приблизно 59% електроенергії Іспанії, вітер – близько 12%, атомна енергетика – 11%, а газ – 5%.  Вважається, що початкова аварія виникла в Естремадурії, регіоні, де розташована значна частина сонячних електростанцій Іспанії, гідроелектростанцій та атомної електростанції Альмарас потужністю 2 ГВт, найпотужнішої атомної електростанції Іспанії.
Деякі політичні групи, зокрема іспанська ультраправа партія VOX, пояснювали відключення електроенергії надмірною залежністю від відновлюваних джерел енергії та закликали до більш диверсифікованого енергетичного балансу. Енергетичний аналітик Rystad Energy Пратікша Рамдас заявив, що більша кількість відновлюваних джерел енергії в енергосистемі могла зробити мережу вразливою до перебоїв, але існує кілька можливих причин цих порушень. Хеннінг Глойштейн, директор з енергетики дослідницької фірми Eurasia Group, стверджував, що було б легше підтримувати функціонування системи, якби традиційні джерела енергії, такі як нафта та газ, були б більше представлені.
Однак кілька чиновників та експертів з енергетики відкинули ідею про те, що в цьому винні відновлювані джерела енергії. Комісар ЄС з питань енергетики Ден Йоргенсен заявив, що на момент відключення електроенергії «не було нічого незвичайного», і що відключення не було спричинене «певним джерелом енергії». Деніел М'юр, європейський енергетичний аналітик S&P Global, заявив, що характер і масштаби відключення роблять відновлювану енергетику малоймовірною причиною. Міністр навколишнього середовища Іспанії Сара Агесен наголосила, що система надійно працювала за аналогічного попиту та енергетичного балансу в минулому, а Беатріс Корредор, президент Red Eléctrica та член правлячої партії Іспанії, заявила, що пояснювати відключення електроенергії зростаючим використанням відновлюваної енергії в Іспанії неточно. На прес-конференції 29 квітня Санчес відкинув звинувачення в тому, що відновлювані джерела енергії спричинили відключення електроенергії, назвавши їх «брехнею» та розкритикувавши тих, хто звинувачував у відключенні залежність Іспанії від вітрової та сонячної енергії.
Цей інцидент також привернув увагу до концепції механічної інерції в енергетичних системах, яка стосується стабілізуючого ефекту обертових турбін у традиційних теплових електростанціях. Важливим аспектом відмови від електроенергетичних систем, що базуються на вугіллі, газі або ядерній енергетиці, є зменшення інерції мережі. Сонячна енергія, яка на той час виробляла більшу частину електроенергії Іспанії, забезпечує малу інерцію в мережі. Такі коментатори, як Адам Белл, директор з політики в консалтинговій компанії Stonehaven, стверджували, що відсутність інерції через відновлювану енергетику не була «головною рушійною силою відключення електроенергії», оскільки інерція все ще була присутня на момент відключення через ядерні, гідроелектричні та мережеві технології, такі як синхронні компенсатори. Белл сказав, що сонячна, вітрова та гідроенергетика продовжували працювати після події, тоді як виробництво енергії з викопного палива не змінилося. Експерти Montel Analytics вказали на відносну ізоляцію Іберійської мережі як на фактор, що сприяв зникненню електроенергії, оскільки сусідні мережі були менш здатні забезпечити стабільність.

### Пожежа на півдні Франції
Пожежа, про яку повідомлялося на півдні Франції між Перпіньяном та східною Нарбонною, пошкодила лінію електропередач надвисокої напруги, була визначена як можлива причина Redes Energéticas Nacionais (REN), але Réseau de Transport d'Électricité (RTE) спростувала цю інформацію, заявивши, що в цьому районі пожеж не було.
Пожежа на півдні Франції спричинила локальне відключення електроенергії в липні 2021 року після інциденту за участю гідроплана та лінії електропередач 400 кВ між Францією та Іспанією.

### Кібератака
Повідомлялося, що Національний інститут кібербезпеки Іспанії розслідує можливість того, що інцидент був спричинений кібератакою. хоча початковий аналіз не виявив жодних доказів атаки. Вранці 29-го числа У квітні REE пояснила відключення електроенергії відключенням мережі на південному заході Іспанії. Установа виключила кібератаку як причину відключення електроенергії та оголосила, що розслідує причину відключення. Суддя Національного суду Іспанії José Luis Calama розпочав попереднє розслідування, щоб визначити, чи могло відключення електроенергії по всій країні бути актом саботажу критично важливої іспанської інфраструктури, що, за даними газети Vozpópuli, буде вважатися актом тероризму. 30 квітня 2025 року, як повідомили видання El Pais та El Confidencial, Національний суд Іспанії прийняв рішення засекретити розслідування щодо масштабних відімкнень електроенергії, які паралізували Іспанію та деякі сусідні країни.
За даними Ель-Мундо, державний секретар Іспанії з питань закордонних справ Дієго Мартінес Беліо під час своїх двосторонніх зустрічей з адміністрацією США у Вашингтоні, округ Колумбія, відкинув можливість того, що відключення електроенергії стало результатом кібератаки. Тим часом в Іспанії офіційно ця можливість залишалась відкритою.

### Дезінформація
Було поширено кілька неправдивих та оманливих тверджень щодо причин відключення електроенергії. В інтернеті поширювалися повідомлення, в яких стверджувалося, що це сталося внаслідок російської кібератаки, яку помилково приписували CNN International та президенту Європейської комісії Урсулі фон дер Ляєн. Його також помилково приписали португальській електроенергетичній компанії EDP Group.
Деякі ЗМІ, зокрема CNN та Reuters, повідомили, що REN стверджує, що це сталося через нібито «рідкісну атмосферну подію» під назвою «індукована атмосферна вібрація», яка спричинила «збої синхронізацію між електричними системами». REN заперечує публікацію будь-якої з цих заяв.

## Людські втрати
- Подружжя та їхній син загинули від вдихання чадного газу в Табоаделі, Оренсе, через використання генератора в приміщенні. Одному з подружжя знадобився апарат штучної вентиляції легень, що спонукало до використання генератора[1].
- В Альсірі, Валенсія, померла 46-річна жінка, яка була підключена до кисневого апарату[1].
- У Мадриді, в районі Карабанчель(інші мови), жінка загинула внаслідок пожежі, спричиненої свічкою . Внаслідок пожежі в будівлі опинилися замкнені кілька людей. Кілька людей постраждали в тій самій події[1].
- У Португалії було зареєстровано смерть 77-річного чоловіка після того, як перестав працювати апарат штучної вентиляції легень[3].

## Реакція
Урсула фон дер Ляєн поспілкувалася із Санчесом і написала у X: «Я підтвердила підтримку Європейської комісії у моніторингу ситуації разом з національними та європейськими органами влади та нашою Координаційною групою з питань електроенергетики. Ми координуватимемо зусилля та обмінюватимемося інформацією, щоб допомогти відновити електросистему, і домовилися підтримувати тісний контакт».
Президент України Володимир Зеленський, після розмови із Санчесом, запропонував допомогу своєї країни, виходячи з досвіду, отриманого під час атак на її електричну інфраструктуру під час російського вторгнення в Україну.